# Neohecalus lineatus
Neohecalus lineatus är en insektsart som beskrevs av Philip Reese Uhler 1877. Neohecalus lineatus ingår i släktet Neohecalus och familjen dvärgstritar. Inga underarter finns listade i Catalogue of Life.